# Interroll Holding
Die Interroll Holding AG ist ein weltweit führender Schweizer Hersteller von Schlüsselprodukten für die Stückgutförderung, interne Logistik und Automation mit Sitz in Sant’Antonino im Kanton Tessin. Die Produkte finden sich vor allem in der Lebensmittelverarbeitung, Flughafenlogistik, Postbetrieben, dem E-Commerce (Lagerhallen, Paketvertrieb) und verschiedenen weiteren Industriezweigen zur Materialhandhabung. Dazu gehören im Rahmen einer modularen Logistikplattform leicht integrierbare Antriebslösungen wie Trommelmotoren für Bandförderer, Förderrollen und Gleichstrom-Antriebsrollen für Rollenförderer, sowie diverser Antriebselektronik; energiefrei arbeitende Fliesslagermodule für kompakte Paletten- und Behälterlagerung in Verteilzentren; Quergurtsorter, Splittraysorter, Gurtkurven und weitere anwenderfreundliche Fördermodule für wirtschaftliche Materialflussanlagen. Interroll bedient über 28'000 Kunden, insbesondere regionale Anlagenhersteller und Ingenieurbüros sowie Systemintegratoren, multinationale Unternehmen und Anwender. Der Konzern beschäftigt rund 2300 Personen in 36 Unternehmen und ist an der SIX Swiss Exchange notiert. Unter der Leitung einer strategischen Holding-Gesellschaft im schweizerischen Sant’Antonino stehen zwei weltweit tätige Konzernbereiche: Global Sales & Service vertreibt die gesamte Interroll Produktpalette konsequent nach Kundentypen; Products & Technology fasst die globalen Kompetenzzentren und andern Produktionsstandorte zusammen und ist verantwortlich für F&E, Product Management, strategischen Einkauf, Produktionstechnologie und Fertigung.

## Geschichte
Interroll wurde 1959 von Dieter Specht und Hans vom Stein im deutschen Wermelskirchen gegründet. Zwischen 1968 und 1973 schloss Interroll Joint Ventures in Frankreich, den Vereinigten Staaten, Dänemark, den Benelux-Ländern und Spanien.

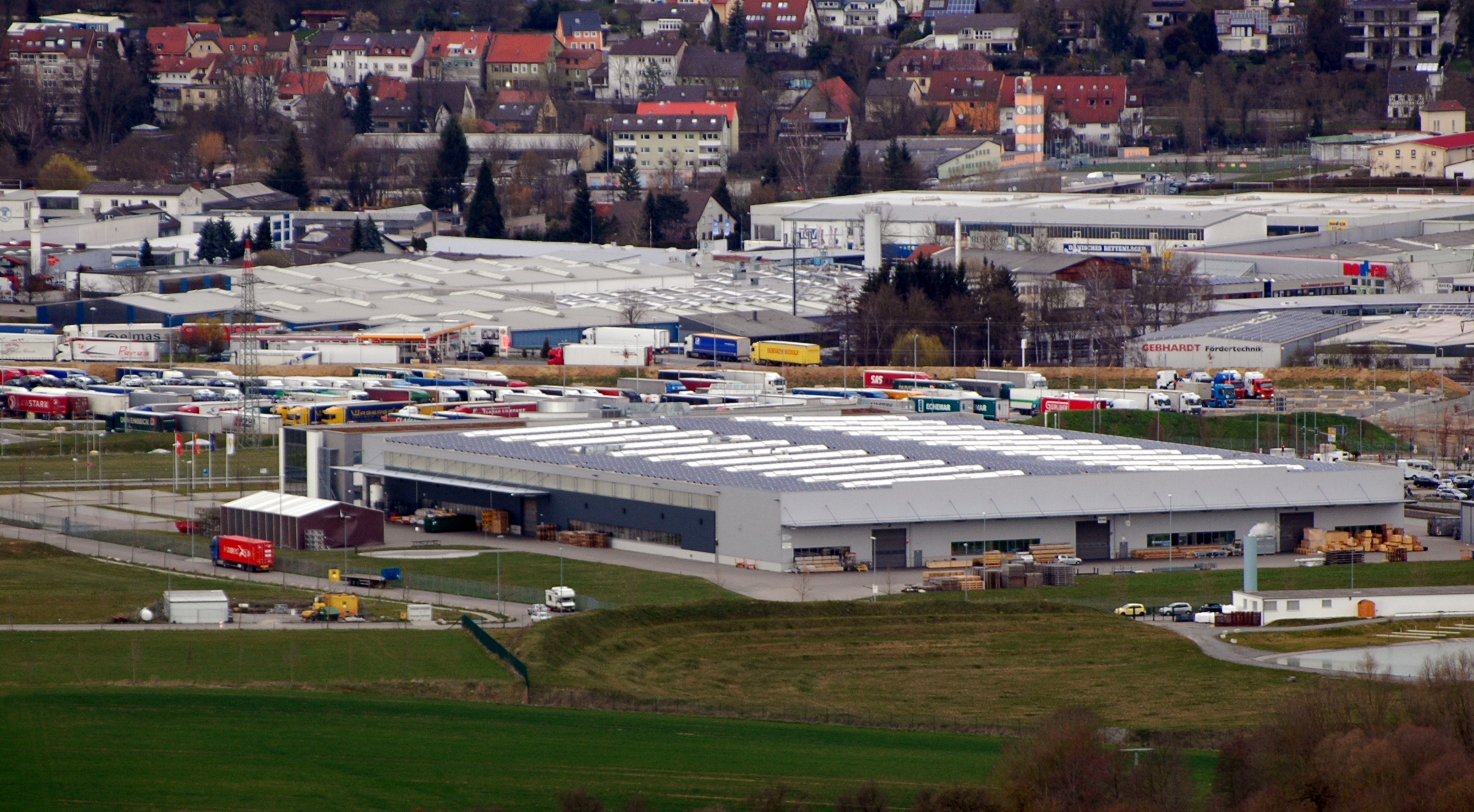
Werk in Sinsheim

1986 konzentrierte das Unternehmen die gesamte Spritzgussproduktion am neu geschaffenen Standort in Sant’Antonino in der Schweiz und verlegte drei Jahre später auch den Konzernsitz dorthin. 1997 ging das Unternehmen an die Börse.
Im Jahr 2000 übergab Unternehmensgründer Dieter Specht die Konzernleitung an den neuen Vorsitzenden der Geschäftsführung Paul Zumbühl. Dieser richtete in der Folge die Unternehmensgruppe strategisch neu aus und veräusserte nicht zum Kerngeschäft gehörende Aktivitäten.
Paul Zumbühl hat per 30. April 2021 die Geschäftsführung abgegeben und hat anstelle als Active Chairman den neuen Geschäftsführer Ingo Steinkrüger während zweier Jahre aktiv einführt und begleitet. Im März 2025 wurde Ingo Steinkrüger durch Markus Asch ersetzt.
Zur Entwicklung eigener Softwarelösungen für Sortieranlagen hat Interroll in Linz 2021 ein Center of Excellence Software & Electronics gegründet. Grundlage dafür war die Übernahme der Firma MITmacher GmbH.

## Ausbau
- Interroll kündigte 2019 Kapazitätserweiterungen bestehender Werke in Deutschland und USA wie auch die Eröffnung der weltweit 18. Fabrik in Thailand an.[4]
- Interroll plante 2022, jährlich etwa 50 Mio. Fr. in den Aufbau von neuen Werken und in die Erweiterung bestehender Anlagen zu investieren. Im dritten Quartal 2022 erfolgte die Betriebsaufnahme in der neuen Fabrik in Suzhou (Jiangsu), einer Stadt im Grossraum von Schanghai.